# Erstfeld
Erstfeld − miejscowość i gmina w Szwajcarii, w kantonie Uri. Leży nad rzeką Reuss. Znana osada kolejowa.

## Demografia
W Erstfeldzie mieszka 3 891 osób. W 2021 roku 22,2% populacji gminy stanowiły osoby urodzone poza Szwajcarią. 

## Transport
Przez teren gminy przebiegają autostrada A2 oraz droga główna nr 2.